# Waldaist
La Waldaist est une rivière autrichienne de 58,5 km de long qui coule dans le land de la Haute-Autriche. Elle conflue avec la Feldaist pour former l'Aist; puis rejoindre le Danube.